# Лекса Дойг
Олександра Л. «Лекса» Дойг (англ. Alexandra L. «Lexa» Doig; нар. 8 червня 1973, Торонто, Онтаріо, Канада) — канадська акторка. Вона відома своїми ролями Роммі в науково-фантастичному серіалі Андромеда і Каролін Лам у т/с Зоряна брама ЗБ-1.

## Біографія
Мати — філіппінка, батько за походженням шотландець. В дитинстві Олександра кілька років присвятила заняттям ритмічною гімнастикою. У 16 років стала фотомоделлю. Деякий час Лекса грала в театрі. За її власним визнанням, театр її трохи лякає, тому що їй не вистачає сценічного досвіду. Зате з середини 90-х років Лекса активно знімається — в кіно і на телебаченні. Серед її робіт ролі в таких фільмах і серіалах, як Джейсон X, Кодове ім'я «Фенікс», Немає алібі, Земля: Останній конфлікт тощо. З 2000 по 2006 рік знімалася в серіалі «Андромеда» в ролі штучного інтелекту зоряного крейсера.

## Фільмографія
| Рік  |   | Українська назва         | Оригінальна назва     | Роль                       |
| ---- | - | ------------------------ | --------------------- | -------------------------- |
| 2000 | с | Земля: Останній конфлікт | Earth: Final Conflict | Joan Price                 |
| 2000 | с | Андромеда                | Andromeda             | Andromeda Ascendant/Rommie |
| 2001 | ф | Джейсон X                | Jason X               | Rowan LaFontaine           |
| 2005 | с | 4400                     | The 4400              | Wendy Paulson              |
| 2005 | с | Зоряна брама: SG-1       | Stargate SG-1         | Dr. Carolyn Lam            |
| 2005 | с | Еврика                   | Eureka                | Dr. Anne Young             |
| 2009 | с | Надприродне              | Supernatural          | Risa                       |
| 2010 | с | V                        | V                     | Dr. Leah Pearlman          |
| 2010 | с | Таємниці Смолвіля        | Smallville            | Dr. Christina Lamell       |
| 2011 | ф | Тактична сила            | Tactical Force        | Jannard                    |
| 2012 | с | Континуум                | Continuum             | Sonya Valentine            |
| 2017 | с | Стріла                   | Arrow                 | Talia al Ghul              |
| 2019 | с | Вірджин-Рівер            | Virgin River          | Paige Lassiter             |
| 2021 | с | Чакі                     | Chucky                | Bree Wheeler               |